# Limnophora daduhea
Limnophora daduhea este o specie de muște din genul Limnophora, familia Muscidae, descrisă de Feng în anul 2001.
Este endemică în Sichuan. Conform Catalogue of Life specia Limnophora daduhea nu are subspecii cunoscute.